# Карякин, Пётр Петрович
Пётр Петрович Карякин (11 января 1925, Луговая Суббота — 25 марта 1976, Омск) — омский писатель, скульптор.

## Биография

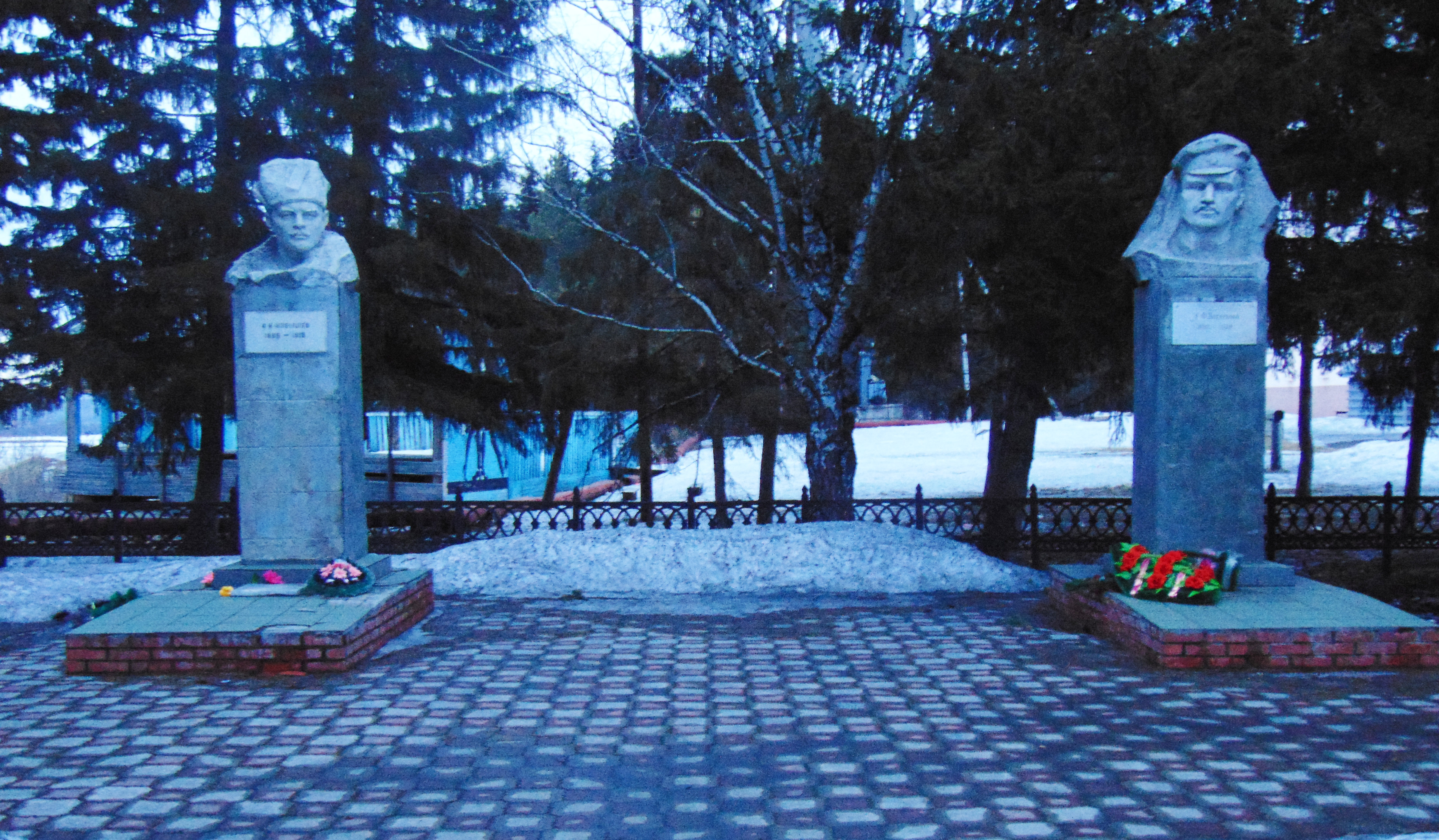
Памятник А. И. Избышеву и Г. Ф. Захаренко, с. Седельниково, Омская обл.

Родился 11 января 1925 в селе Луговая Суббота, Уватского района, Тюменской области в семье юриста. В 1935 году вместе с семьей переехал в Омск, где окончил семилетнюю школу.
В 1940 г. поступил в Специальное профессиональное училище № 1 закрытого типа г. Омска. С 1941 работал токарем на Агрегатном заводе им. В. В. Куйбышева. В январе 1943 ушёл добровольцем на фронт, где воевал в составе минометного батальона. Был тяжело ранен. Удостоен боевых наград «За боевые заслуги», «За победу над Германией». В 1945 вернулся с фронта в Омск, работал художником в клубе, в уголовном розыске, секретарем комитета ВЛКСМ на обувной фабрике. В 1953 г. окончил скульптурное отделение Пензенского художественного училища им. Савицкого.
С 1953 работал в Омском отделении художественного фонда. Создал ряд скульптурных памятников в Омске и области: командиру тарских партизан А. И. Избышеву; комиссару Г. Ф. Захаренко; Герою Советского Союза М. В. Кропотову (с. Седельниково); учительнице-комсомолке Е. П. Разгуляевой (с. Мартюшево Тарского района); учащимся школы № 37, погибшим на фронтах Второй мировой войны (Омск); генералу Л. Н. Гуртьеву.
Печататься начал с 1953 г. Первая книга — рассказы для детей «Верный друг» — вышла в Пензе. В 1956 г. была переиздана в Омске по рекомендации Третьего Всесоюзного совещания молодых писателей в Москве. В 1961 окончил Литературный институт им. А. М. Горького. В последующие годы вышли книги: «В пору цветения» (1959), «Ближние дали» (1961), «Последний патрон» (1962), «Твёрже камня» (1963), автобиографические повести «Прощание славянки» (Омск, 1964), «Локотков» (1967), «Санька и Мушкет» (1970), «Филипповы дети» (1990). Основной темой творчества Карякина была Сибирь, её природа, образы современников. C 1961 г. — член Союза писателей СССР.
Умер Петр Карякин 25 марта 1976 года, на 52-м году жизни. Похоронен на Старо-Восточном кладбище города Омска, рядом с отцом и матерью.

## Скульптурные работы

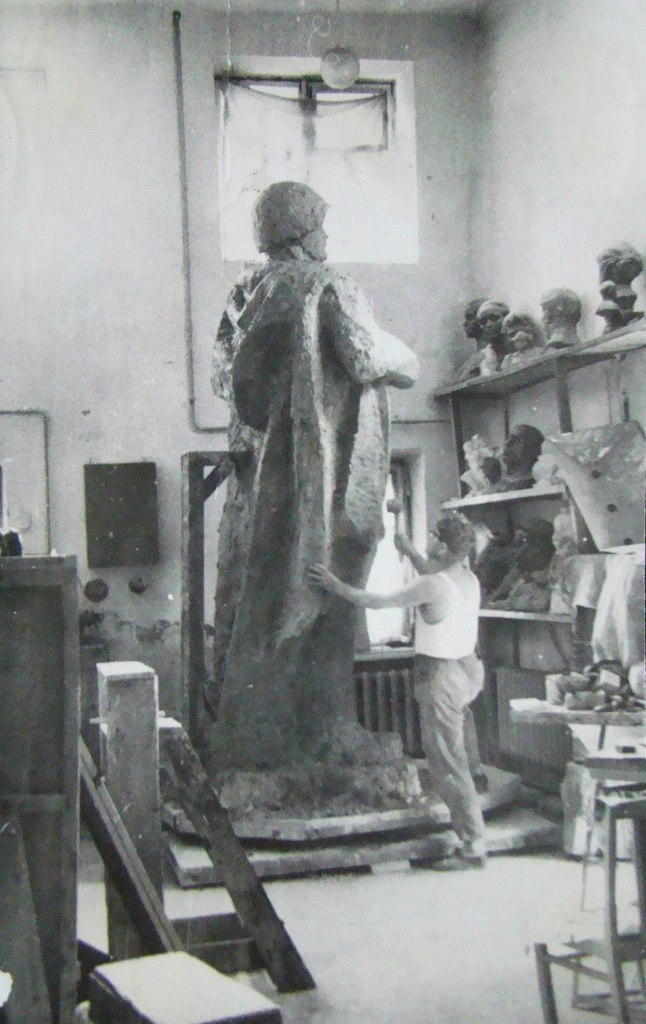
Петр Петрович Карякин за работой в скульптурной мастерской над памятником павшим в Великой Отечественной войне

- Памятник командиру тарских партизан А. И. Избышеву, Омская область, Седельниково, 1961 год
- Памятник комиссару Г. Ф. Захаренко, Омская область, Седельниково, 1968 год
- Памятник Герою Советского Союза М. В. Кропотову, Омская область, Седельниково, 1973 год
- Памятник 186-и павшим в Великой Отечественной войне, Омская область, Ельничное, Седельниковский район, 1973 год
- Памятник павшим в Великой Отечественной войне, Тевриз, 1972 год
- Памятник партизанам, павшим в 1919 году, Тевриз, 1972 год
- Стелла учащимся школы № 37, погибшим на фронтах Второй мировой войны, Омск, 1972 год
- Памятник учительнице-комсомолке Е. П. Разгуляевой, Омская область, с. Мартюшево, 1973 год
- Памятник Герою Советского Союза генералу Л. Н. Гуртьеву, Омск, 1974 год
- Памятник воинам Великой Отечественной войны, Омская область, Ново-Санжаровка, Русско-Полянский район, 1976 год

## Память

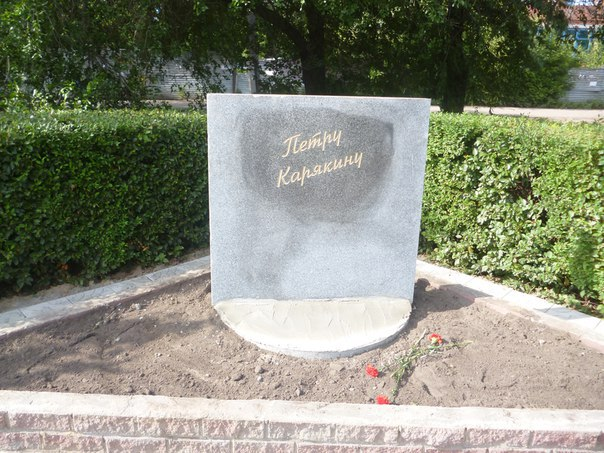
Мемориальный камень Петру Петровичу Карякину в Омске

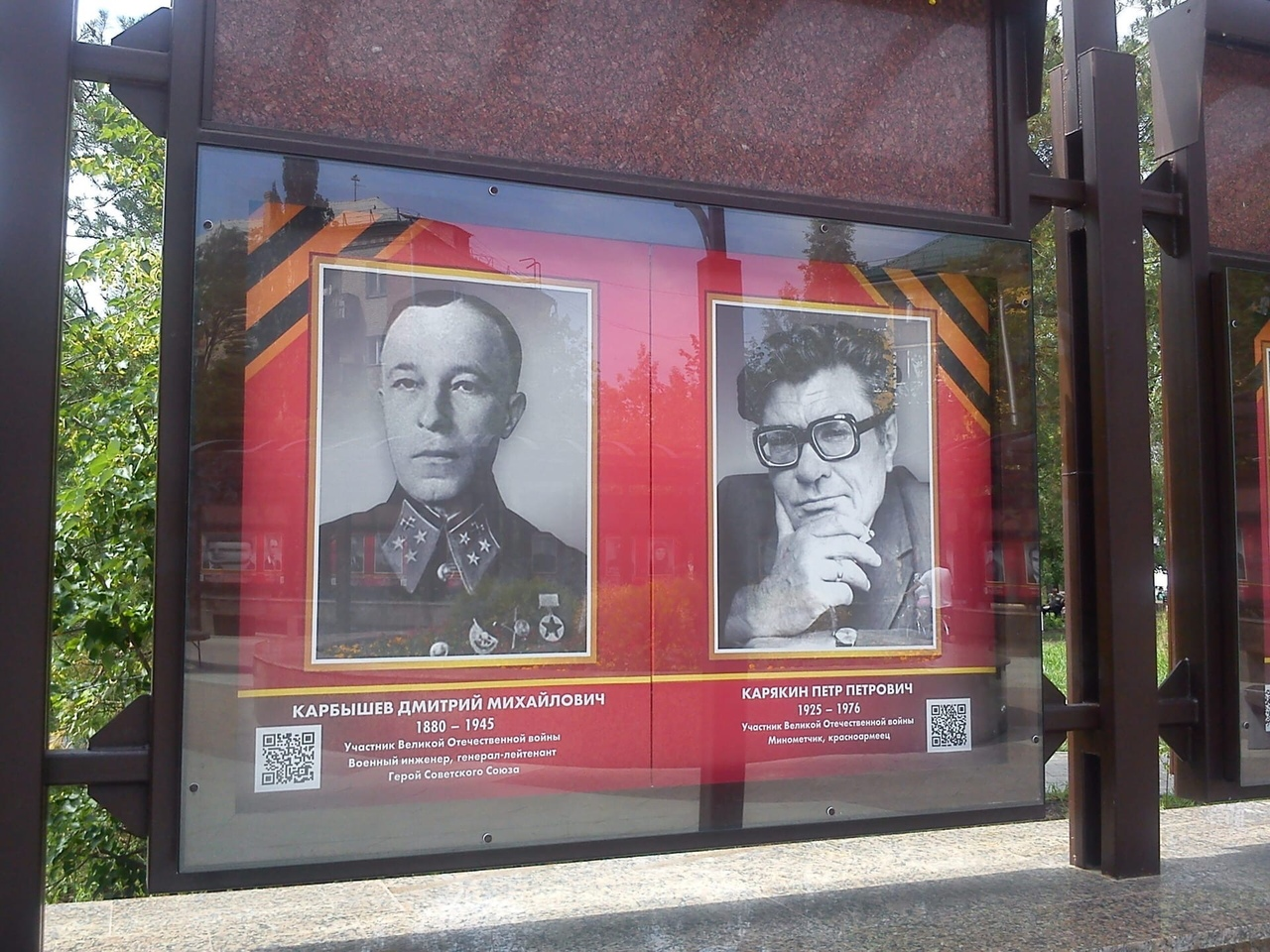
Бульвар победы. Аллея ветеранов в Омске

- На здании ПТУ № 1, где учился писатель, 16 ноября 1979 г. установлена мемориальная доска
- В Омском государственном литературном музее имени Ф. М. Достоевского  создан личный фонд писателя, где хранятся скульптуры, фотографии, издания и личные вещи Карякина.
- В Городском музее «Искусство Омска» хранится скульптурный эскиз к памятнику.
- 1994 г. — Могила П. П. Карякина внесена в список памятников науки и культуры г. Омск.
- 2015 г.— В городе Омске на аллее Литераторов установлен памятный камень скульптору и писателю П. П. Карякину
- 2018 г. —  В городе  Омска  улица названа в честь П. П. Карякина

## Награды и признание
- Медаль «За боевые заслуги»
- медаль «50 лет Советской Армии»[7]
- Орден Красной Звезды[8]